# Mount Marie
Mount Marie es una localidad de Trinidad y Tobago, que forma parte de la parroquia de St. Andrew.

## Geografía
La localidad abarca parte de la isla de Tobago y limita al norte con Whim (localidad perteneciente a la parroquia de St. David) y Black Rock (localidad perteneciente a la parroquia de St. Patrick), al sur con Lambeau y Scarborough, al este con Idlewild-Whim y al oeste con Patience Hill y Spring Garden-Signal Hill.

## Demografía
Datos demográficos de la localidad de Mount Marie:
| Gráfica de evolución demográfica de Mount Marie entre 2000 y 2011 |
|                                                                   |